# Juan David Macías
Juan David Macías Alcívar (El Carmen, Manabí, Ecuador; 15 de enero de 2005) es un futbolista ecuatoriano. Juega de centrocampista y su equipo actual es Macará de la Serie A de Ecuador.

## Trayectoria
En 2016 Macias entró a las inferiores de la Liga Deportiva Universitaria a los once años de edad. Debutó con el primer equipo de Liga el 19 de febrero de 2022 en la victoria de local por 1-0 sobre el Gualaceo.
En septiembre de 2022, fue incluido en la lista de promesas del fútbol mundial del periódico británico The Guardian.
En julio de 2024 fue cedido en condición de préstamo al Macará de la Serie A de Ecuador.

## Estadísticas

### Clubes
Actualizado al último partido disputado el 30 de noviembre de 2024.
| Club                                   | Div.          | Temporada     | Liga  | Liga  | Copas nacionales | Copas nacionales | Copas internacionales | Copas internacionales | Total | Total | Total  |
| Club                                   | Div.          | Temporada     | Part. | Goles | Part.            | Goles            | Part.                 | Goles                 | Part. | Goles | Asist. |
| -------------------------------------- | ------------- | ------------- | ----- | ----- | ---------------- | ---------------- | --------------------- | --------------------- | ----- | ----- | ------ |
| Liga Deportiva Universitaria · Ecuador | 1.ª           | 2022          | 3     | 0     | 0                | 0                | 0                     | 0                     | 3     | 0     | 0      |
| Liga Deportiva Universitaria · Ecuador | 1.ª           | 2023          | 0     | 0     | 0                | 0                | 0                     | 0                     | 0     | 0     | 0      |
| Liga Deportiva Universitaria · Ecuador | 1.ª           | 2024          | 0     | 0     | 0                | 0                | 0                     | 0                     | 0     | 0     | 0      |
| Liga Deportiva Universitaria · Ecuador | Total club    | Total club    | 3     | 0     | 0                | 0                | 0                     | 0                     | 3     | 0     | 0      |
| C. D. Macará · Ecuador                 | 1.ª           | 2024          | 2     | 0     | 1                | 0                | 0                     | 0                     | 3     | 0     | 0      |
| C. D. Macará · Ecuador                 | Total club    | Total club    | 2     | 0     | 1                | 0                | 0                     | 0                     | 3     | 0     | 0      |
| Total carrera                          | Total carrera | Total carrera | 5     | 0     | 1                | 0                | 0                     | 0                     | 6     | 0     | 0      |
| 1.                                     |               |               |       |       |                  |                  |                       |                       |       |       |        |

## Vida personal
Es sobrino del exfutbolista Claudio Alcívar.